# Nafaréline
La nafaréline est un médicament utilisé pour traiter l'endométriose et la puberté précoce.

## Mode d'action
Il s'agit d'un agoniste de l'hormone de libération des gonadotrophines  qui agit en augmentant brièvement puis en diminuant la production d'hormones sexuelles par les gonades.

## Usage médical
La nafaréline est un médicament utilisé pour traiter l'endométriose et la puberté précoce,. Il est également utilisé pour les fibromes utérins, dans le cadre de la fécondation in vitro  et dans le cadre de l'hormonothérapie transgenre,,. Le médicament est utilisé en spray nasal deux à trois fois par jour.

## Effets secondaires
Les effets secondaires de ce médicament chez les femmes comprennent des bouffées de chaleur, une sécheresse vaginale, des douleurs musculaires ou un dysfonctionnement sexuel. Les effets secondaires courants chez les enfants comprennent une acné, des changements d’humeur, une augmentation des poils pubiens ou des saignements vaginaux D’autres effets secondaires peuvent inclure des réactions allergiques, une ostéoporose ou une apoplexie hypophysaire. L'utilisation de ce médicament pendant la grossesse peut nuire au fœtus.

## Histoire
Le médicament a été approuvé pour un usage médical aux États-Unis en 1990. Au Royaume-Uni, 60 doses de 200 mcg coûtaient au NHS environ 50 livres sterling en 2021. Aux États-Unis, ce montant coûte environ 2 800 dollars américains. Il est disponible dans de nombreux pays à travers le monde. C'est l'un des deux analogues de la GnRH disponibles sous forme de spray nasal, l'autre étant la buséréline.